# Abdelhamid Temmar
Abdelhamid Temmar (* 24. Oktober 1938) ist ein algerischer Politiker und Wirtschaftswissenschaftler.

## Leben
Temmar studierte in Algier, Paris und London (London Graduate School of Business Studies). Er ist Professor und Dekan der Fakultät für Rechts- und Wirtschaftswissenschaften der Universität Algier. Für die Vereinten Nationen war Temmar als Berater für Benin und als Sekretär für verschiedene Programme tätig, zum Beispiel für das Entwicklungsprogramm der Vereinten Nationen.
Temmar ist seit 2006 Minister, zunächst im Kabinett von Premierminister Abdelaziz Belkhadem für den Bereich Jugend, Volkserziehung und Tourismus und ab 2008 unter Ahmed Ouyahia anfangs als Minister für Industrie und Förderung der Wirtschaft, derzeit (Stand 2009) ist er Minister für Zukunftsforschung und Statistiken.